# فيسوافا شيمبورسكا
فيسوافا شيمبورسكا, (بالبولندية: Maria Wisława Anna Szymborska)‏ هي شاعرة وباحثة ومترجمة بولندية ولدت في 2 يوليو 1923. حصلت على نوبل للأدب عام 1996. توفيت في 1 فبراير 2012.

## حياتها
فيسوافا شيمبورسكا هي شاعرة وباحثة ومترجمة بولندية ولدت في 2 يوليو 1923. تناولت أعمال شيبمورسكا موضوعين أساسيين هما الحرب والإرهاب ونافست مبيعات أعمالها في بولندا أهم الأدباء رغم أنها صرحت في قصيدة لها تدعي «شيء مثل الشعر» أن إثنين من كل ألف شخص يهتمان فعلياً بالفنون. حصلت شيموبرسكا على جائزة نوبل في الآداب عام 1996 لأن أشعارها استطاعت بدقة متناهية أن تجسد الحقائق الذاتية والتاريخية في صورة تشرذمات بشرية.
تستخدم شيبمورسكا دائماً أساليب أدبية مثل الطباق والسخرية والتناقدات والتصريح المقتضب لإلقاء الضوء على الوساوس والمواضيع الفلسفية. قصائد شيبمورسكا القصيرة غالباً ما تستحضر إشكاليات وجودية كبيرة تلمس من خلالها مواضيع ذات قيمة أخلاقية وتعكس حالة الإنسان كفرد وكعضو في المجتمع. يتميز أسلوب شيبمورسكا بالاقتضاب ويتميز بالتأمل في بواطن الأشياء وبروحه الفكاهية.
جنت شيبمورسكا صيتها كشاعرة من مجموعة ليست كبيرة من الأعمال فلا يتجاوز عدد قصائدها إلى اليوم المئتين وخمسين. يوصفها من يتعامل معها بالخجل ويقدرها الجميع في الأوساط الأدبية البولندية. تحول بعض إنتاجها إلى أعمال موسيقية وترجمت كتاباتها إلى لغات أوروبية بالإصافة إلى اللغات العبرية والعربية واليابانية والصينية.
استمرت شيبمورسكا في دراستها عن طريق الدروس الخصوصية وقت اندلاع الحرب العالمية الثانية وعملت في السكك الحديدية وقاومت بشدة فكرة انتقالها إلى ألمانيا لتعمل بنظام للمهاجرين يشبه السخرة. في تلك الفترة بدأت عملها كفنانة فكانت ترسم الصور الموضحة للكتب التعليمية باللغة الإنجليزية.
كتب عنها الشاعر المصري عماد أبو صالح: تكتب «شيمبورسكا» قصائدها على حافة الرهافة والصرامة، والرعب والسخرية. التقطيع الحاد لسيولة السرد، والبساطة العميقة، والشيفرات الفلسفية الماكرة، هي أهم آليات عمل هذه البولندية الباذخة المدوّخة، التي لم تكن تكتب، بقدر ما تعطي دروسًا إبداعية للشعراء (الشاعرات خاصة)، في معنى الصبر والحفر.
في كلمتها في حفل استلام جائزة نوبل، ربما نجد أحد مفاتيح عالمها المليء بالأسرار. تقول: «لا أعرف.. كلمتان لهما جناحان. لو أن نيوتن لم يقل لنفسه لا أعرف، كان في أحسن الأحوال سيلتقط التفاحة ويأكلها» عن السؤال لكن إذا كان الشعراء لا يعرفون، فمن الذي يعرف؟ .تجيب «شيمبورسكا» في نص الكلمة ذاتها: «وحدهم الجلادون والدكتاتوريون والمأفونون ومتملقو الجماهير يعرفون، لكنهم يعرفون مرة واحدة إلى الأبد». الدهشة ضد الخبرة إذًا، هي ما أتاح لها أن تمسك براءة الطفولة بيد، وحكمة الشيخوخة في يد، وألّا تخذلها ربّة الشعر حتى آخر نفَس في حياتها. يطلقون عليها في بولندا «موزارت الشعر».

## دراستها

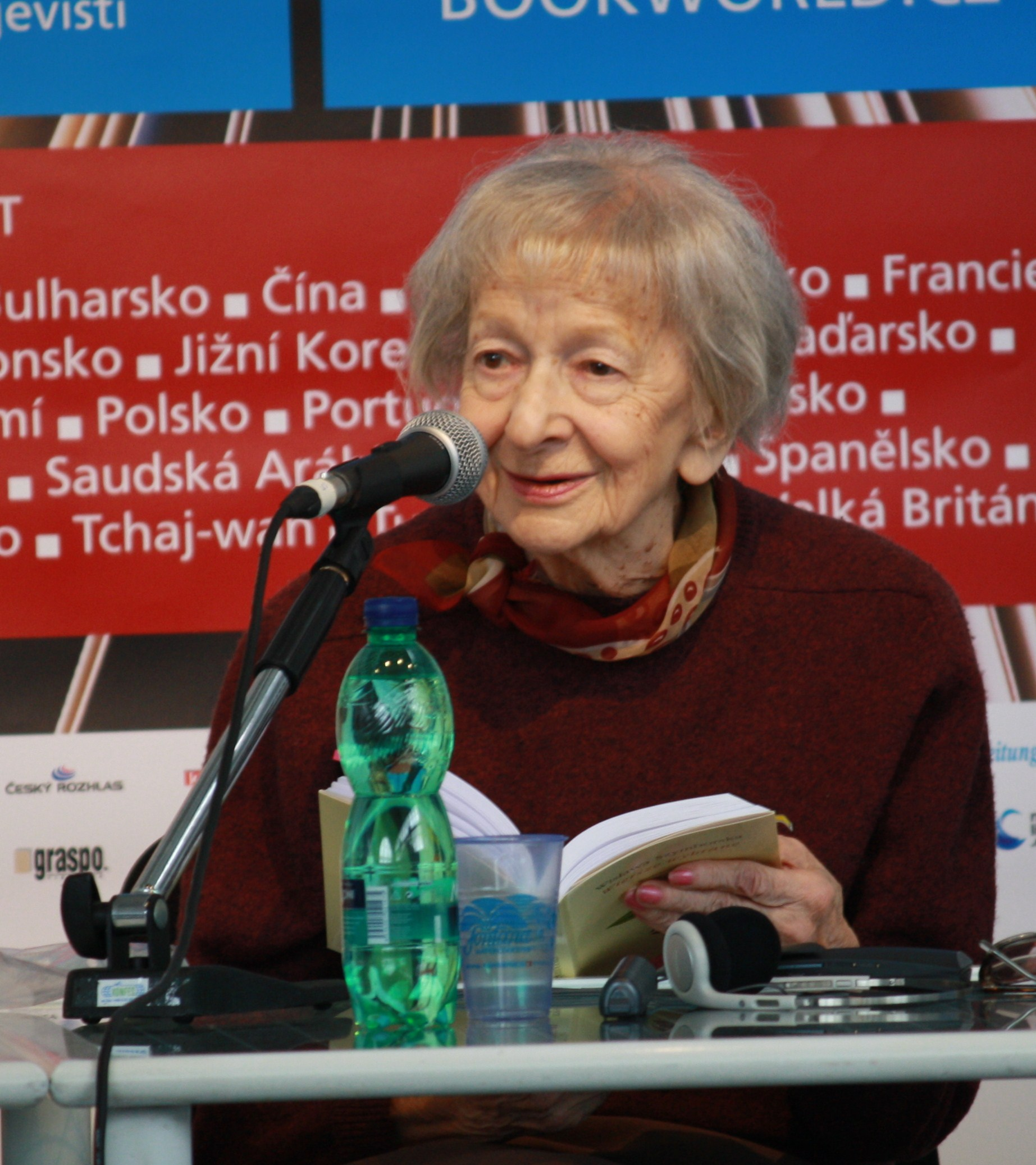
فيسوافا شيمبورسكا في معرض براغ للكتاب 2010

في عام 1945، درست شيبمورسكا اللغة والأدب البولندي ثم غيٌرت مجال دراستها إلي علم الاجتماع. في الجامعة بدأت تظهر موهبتها ككاتبة في الأوساط المحلية وفي نفس العام نشرت أولى قصائدها «أبحث عن العالم» في إحدى الجرائد اليومية واستمرت في نشر قصائدها في مختلف الجرائد والمجلات. في عام 1948 اضطرت شيبمورسكا إلى ترك دراستها دون الحصول على شهادتها بسبب ظروف مادية صعبة وفي نفس العام تزوجت من آدم فلودك ولم يدم زواجهما سوى ستة أعوام، وفي تلك الفترة كانت تعمل مساعدة في مجلة تعليمية تصدر مرتين كل شهر وأيضاً رسامة.
في عام 1953 في الفترة الستالينية في بولندا شاركت في التشهير بالرهبان الكاثوليك الذي حكم عليهم النظام الاشتراكي الحاكم بالإعدام دون سبب حقيقي ولكن الحكم لم ينفذ على أية حال بسبب موت ستالين.
كان من المفترض لأول كتبها أن ينشر في عام 1949 ولكن الرقابة لم تصرح به زاعمة أنه لا يتماشي مع المناخ الاشتراكي وبالرغم من ذلك استمرت شيبمورسكا في مديح لينين وستالين والشيوعية في كتاباتها مثل قصيدتها التي سمتها «لينين» في أول مجموعة شعرية لها وكانت تدعي «و هذا الذي نحيا من أجله». انضمت شيبمورسكا لحزب العمال البولنديين المتحدين ولكنها ككثير من المفكرين البولنديين تخلت عن أفكارها الشيوعية ولكنها لم تترك الحزب حتي عام 1966. في عام 1957، ربطتها علاقة صداقة بصحفي في جريدة كولتورا التي تنشر في باريس وشاركت فيها واهتمت في تلك الفترة بالتصدي للمحاولات الشيوعية للتصدي لحرية الرأي.
في عام 1953، انضمت لفريق مجلة متخصصة النقد الأدبي كانت تسمي «الحياة الأدبية» وعملت بها حتي عام 1983 وخلال عام أصبح لها عمود خاص للنقد الأدبي اسمه «قراءة غير ملزمة» والكثير من أبحاثها في تلك الفترة نشر في صورة كتب. شاركت في العديد من المجلات الأخرى وكانت تركز جهودها على معارضة النظام الحاكم.

## الجوائز التي حصلت عليها
1. جائزة نوبل للأدب عام 1996
2. جائزة غوته عام 1991

## روابط خارجية
- فيسوافا شيمبورسكا على موقع IMDb (الإنجليزية)
- فيسوافا شيمبورسكا على موقع الموسوعة البريطانية (الإنجليزية)
- فيسوافا شيمبورسكا على موقع مونزينجر (الألمانية)
- فيسوافا شيمبورسكا على موقع ميوزك برينز (الإنجليزية)
- فيسوافا شيمبورسكا على موقع إن إن دي بي (الإنجليزية)
- فيسوافا شيمبورسكا على موقع ديسكوغز (الإنجليزية)